# Warszawa Centralna
Warszawa Centralna (poloneză Varșovia Centrală) este cea mai importantă gară din Varșovia, capitala Poloniei, unica în țară denumită cu adjectivul însemnând central. Se află în centrul orașului, lângă Palatul Culturii și Științei, iar accesul la liniile feroviare de la Katowice și de la Terespol care se sfârșesc aici este posibil la nivel subteran. În sistemul de categorisire al PKP S.A., Warszawa Centralna a primit categoria A, ce înseamnă că are trafcul mai mare decât de două milioane de călători pe an.
La Warszawa Centralna opresc toate trenurile de călători. Stația are patru peroane de tip insulă și este destinată călătorilor de mare distanță, trenurile personale plecând din celelalte gări din oraș.